# Jacopo Strada
Jacopo Strada (Mantova, 1507 – Praga, 1588) è stato un pittore, architetto, numismatico, orafo e scrittore italiano.

## Biografia
Dal 1557 Strada fu artista di corte e architetto ufficiale al servizio dei tre imperatori della casa d'Asburgo: Ferdinando I, Massimiliano II e Rodolfo II.
Egli prestò la sua opera pure per il duca Alberto V di Baviera, per il quale concepì un Antiquarium (una galleria di antichità) presso la residenza ducale a Monaco di Baviera, la cui collezione di statue antiche è ancor oggi fruibile.
All'incirca nel 1567 Tiziano dipinse un famoso Ritratto di Jacopo Strada, oggi conservato al Kunsthistorisches Museum di Vienna.
Nel 1575 pubblicò a Francoforte il Libro VII del trattato di architettura di Serlio (I Sette libri dell'architettura), avendo acquistato i manoscritti a Lione dal vecchio artista.
Suo figlio Ottavio Strada gli succede come antiquario imperiale della casa di Asburgo, e fu a sua volta padre di Anna Maria Caterina, amante "ufficiale" dell'Imperatore Rodolfo II d'Asburgo, da cui ebbe sei figli.

## Opere

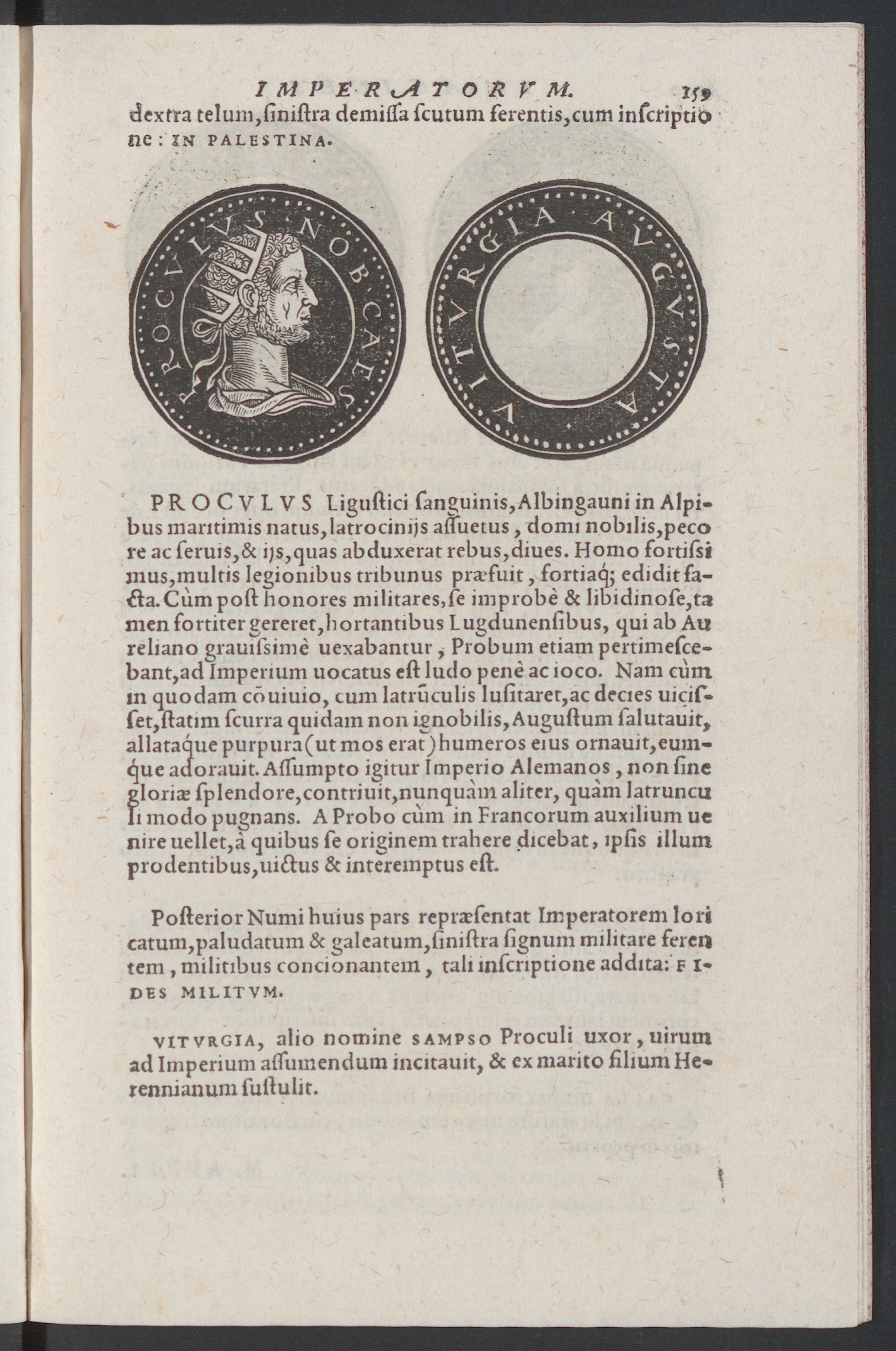
Moneta di Proculo illustrata da Jacopo Strada nellEpitome thesauri antiquitatum, edizione di Zurigo, Gesner filius, 1557

- Jacopo Strada, Epitome Thesauri antiquitatum, hoc est, Impp. Rom. orientalium & occidentalium iconum, ex antiquis numismatibus quàm fidelissimè deliniatarum. Ex musaeo Iacobi de Strada Mantuani antiquarij, Lione, apud Iacobum de Strada, et Thomam Guerinum, 1553.